# Champagne-Vigny
Pour les articles homonymes, voir Champagne.
Champagne-Vigny (appelée Champagne-de-Blanzac avant 1983) est une commune française, située dans le département de la Charente (région Nouvelle-Aquitaine).

## Géographie

### Localisation et accès
Aux portes du Sud Charente, Champagne-Vigny est une commune du Blanzacais, située à 3,5 km au nord de Blanzac-Porcheresse et 18 km au sud-ouest d'Angoulême.
Champagne est aussi à 9 km de Mouthiers, 12 km de Châteauneuf et de La Couronne, 15 km de Barbezieux.

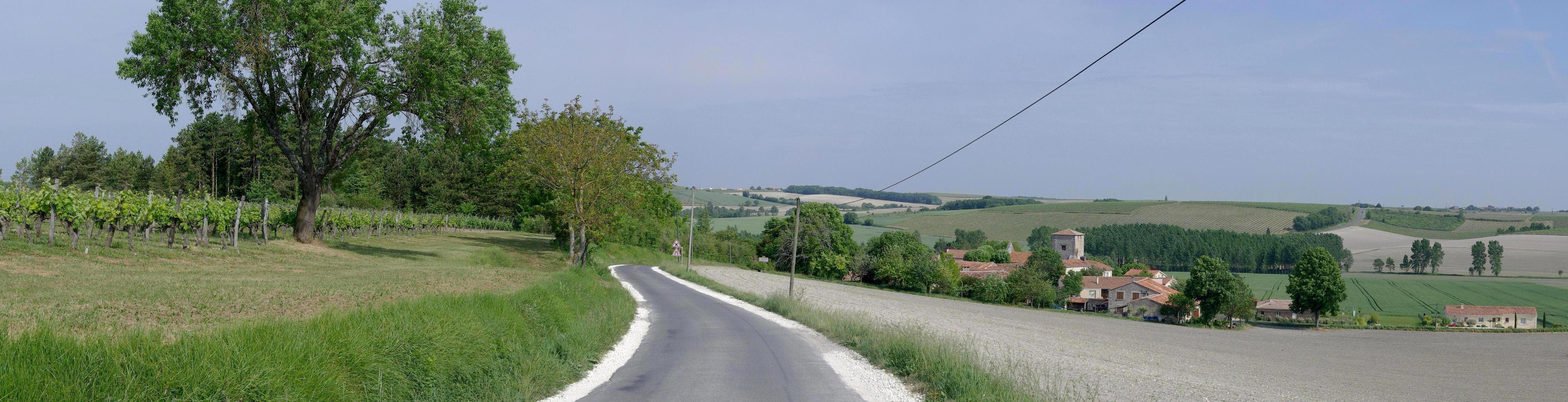
Arrivée à Champagne par la D 436.

### Communes limitrophes
|                | Plassac-Rouffiac      |            |
| Val des Vignes | Champagne-Vigny       | Bécheresse |
|                | Coteaux-du-Blanzacais |            |

### Géologie et relief

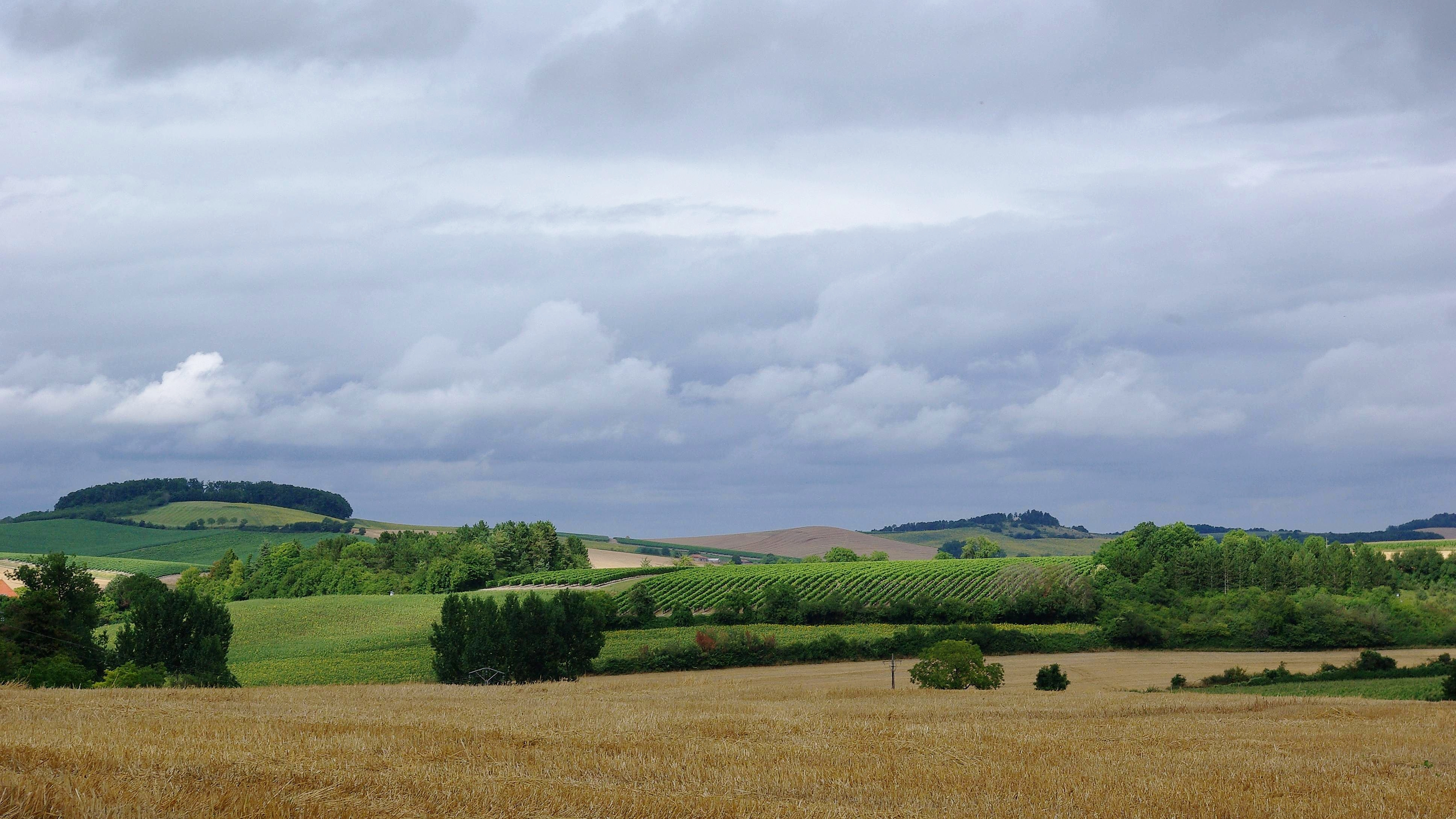
Vue prise près du logis du Luc.

La commune est située dans les coteaux calcaires de type crétacé, sur une cuesta faisant face au nord-est et qui s'étend à l'ouest à Jurignac et jusqu'au sud de Cognac, et à l'est à Juillaguet, Gurat, Verteillac…
On trouve le Santonien sur les zones basses de la moitié nord de la commune. Le reste de la commune est occupé par le Campanien, qui est un calcaire encore plus crayeux. La cuesta, peu marquée dans la commune, passe entre le Campanien1 et Campanien2 au sud du bourg de Champagne (ligne le Luc - la Charbonnière). Cette région vallonnée de la Charente s'appelle la Champagne charentaise.
On trouve une petite zone d'argile sableuse du Tertiaire sur un sommet au sud-est de chez Rullier. Les fonds de vallées sont occupés par des alluvions du Quaternaire,,.
Le point culminant de la commune est à une altitude de 160 m, situé en limite nord-est, mais de nombreuses collines autour du bourg principalement au sud dépassent les 150 m. Le point le plus bas est à 78 m, situé le long de l'Écly en limite ouest. Le bourg, situé sur une légère hauteur dominant la vallée de l'Écly, est à 100 m d'altitude.

### Hydrographie

#### Réseau hydrographique

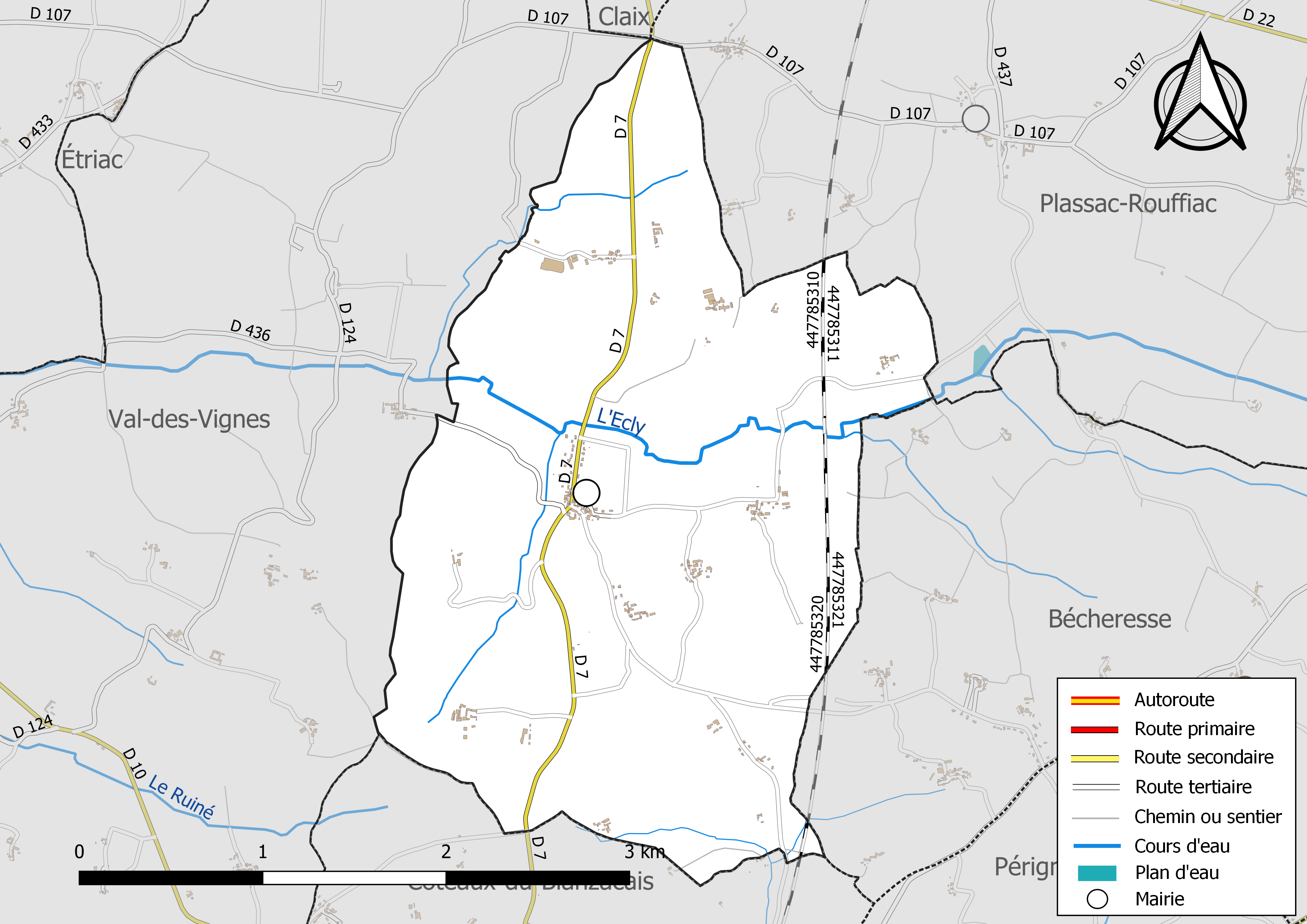
Réseaux hydrographique et routier de Champagne-Vigny.

La commune est située dans le bassin versant de la Charente au sein  du Bassin Adour-Garonne. Elle est drainée par l'Ecly et par divers petits cours d'eau, qui constituent un réseau hydrographique de 6 km de longueur totale,.
L'Écly, affluent du Né en rive droite et sous-affluent de la Charente traverse la commune d'est en ouest et passe au pied du bourg.
De nombreuses sources et fontaines sont disséminées dans la commune, comme la Font Ladre en limite sud, alimentant un ruisseau intermittent se dirigeant vers le Né en amont de Blanzac, ou au pied du Maine Giraud se dirigeant vers l'Écly. Un autre ruisseau intermittent traverse le nord de la commune.

#### Gestion des eaux
Le territoire communal est couvert par le schéma d'aménagement et de gestion des eaux (SAGE) « Charente ». Ce document de planification, dont le territoire correspond au bassin de la Charente, d'une superficie de 9 300 km2, a été approuvé le 19 novembre 2019. La structure porteuse de l'élaboration et de la mise en œuvre est l'établissement public territorial de bassin Charente. Il définit sur son territoire les objectifs généraux d’utilisation, de mise en valeur et de protection quantitative et qualitative des ressources en eau superficielle et souterraine, en respect des objectifs de qualité définis dans le troisième SDAGE  du Bassin Adour-Garonne qui couvre la période 2022-2027, approuvé le 10 mars 2022.

### Climat
Comme dans les trois quarts sud et ouest du département, le climat est océanique aquitain.

## Urbanisme

### Typologie
Au 1er janvier 2024, Champagne-Vigny est catégorisée commune rurale à habitat très dispersé, selon la nouvelle grille communale de densité à 7 niveaux définie par l'Insee en 2022.
Elle est située hors unité urbaine. Par ailleurs la commune fait partie de l'aire d'attraction d'Angoulême, dont elle est une commune de la couronne,. Cette aire, qui regroupe 94 communes, est catégorisée dans les aires de 50 000 à moins de 200 000 habitants,.

### Occupation des sols

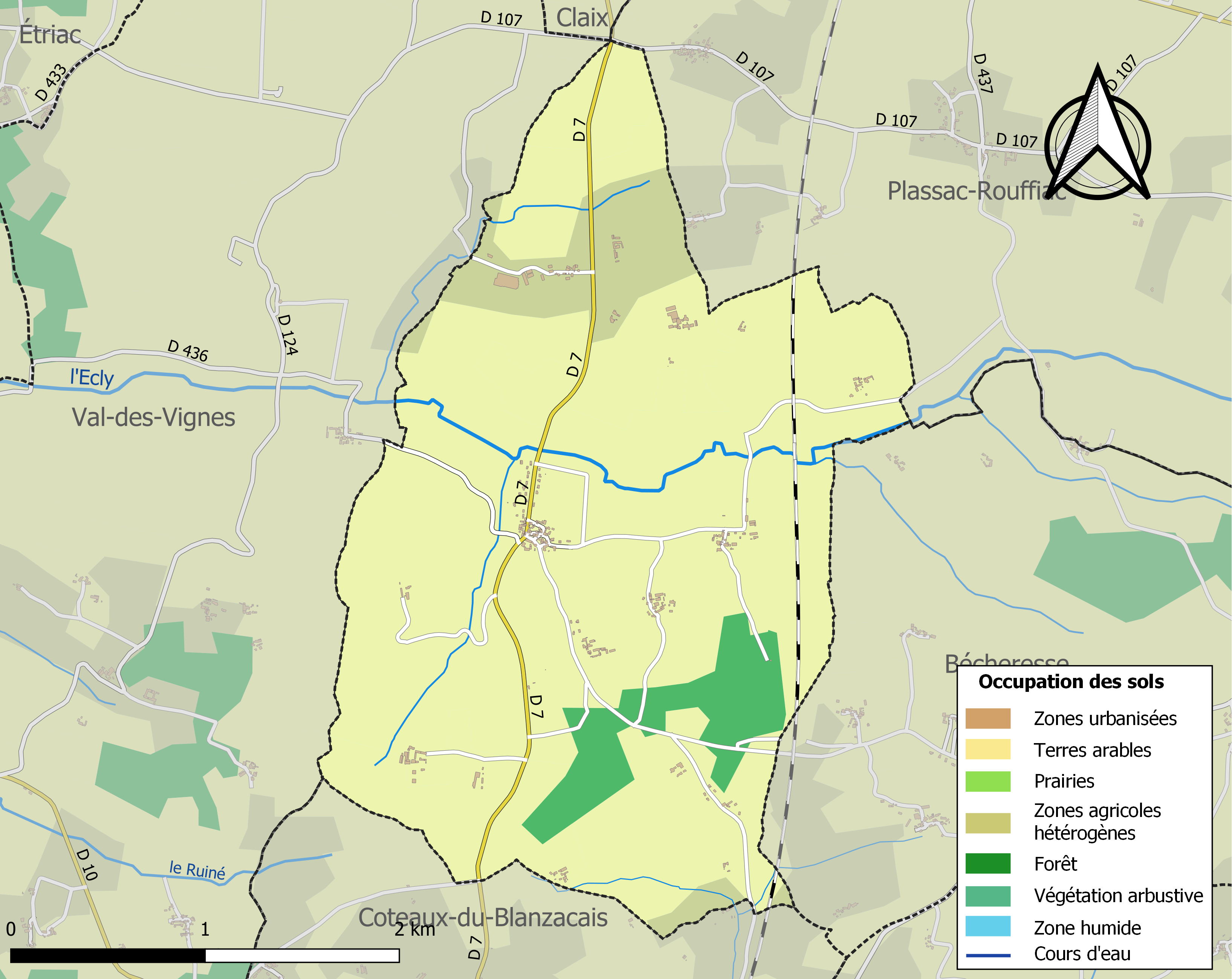
Carte des infrastructures et de l'occupation des sols de la commune en 2018 (CLC).

L'occupation des sols de la commune, telle qu'elle ressort de la base de données européenne d’occupation biophysique des sols Corine Land Cover (CLC), est marquée par l'importance des territoires agricoles (93,8 % en 2018), en augmentation par rapport à 1990 (92,6 %). La répartition détaillée en 2018 est la suivante : 
terres arables (70 %), cultures permanentes (15,9 %), zones agricoles hétérogènes (7,9 %), forêts (6,2 %). L'évolution de l’occupation des sols de la commune et de ses infrastructures peut être observée sur les différentes représentations cartographiques du territoire : la carte de Cassini (XVIIIe siècle), la carte d'état-major (1820-1866) et les cartes ou photos aériennes de l'IGN pour la période actuelle (1950 à aujourd'hui).

### Hameaux et lieux-dits
Comme toutes les communes charentaises, Champagne-Vigny possède un habitat dispersé et compte de nombreux hameaux et fermes : le Mas, l'Obre, les Quillets au nord, la Charbonnière à l'est, Lussaud, le Maine-Giraud au sud, le Luc à l'ouest, etc..

### Habitat et logement
En 2015 et 2020, le nombre total de logements dans la commune était de 116, alors qu'il était  de 96 en 2010.
Parmi ces logements, 85,9 % étaient des résidences principales, 2,5 % des résidences secondaires et 11,6 % des logements vacants. Ces logements étaient pour 94,8 % d'entre eux des maisons individuelles et pour 5,2 % des appartements.
Le tableau ci-dessous présente la typologie des logements à Champagne-Vigny en 2020 en comparaison avec celle de la Charente et de la France entière. Une caractéristique marquante du parc de logements est ainsi une proportion de résidences secondaires et logements occasionnels (2,5 %) inférieure à celle du département (6,3 %) et à celle de la France entière (9,7 %). Concernant le statut d'occupation de ces logements, 74,2 % des habitants de la commune sont propriétaires de leur logement (77,8 % en 2015), contre 66,9 % pour la Charente et 57,5 pour la France entière.
| Typologie                                               | Champagne-Vigny | Charente | France entière |
| ------------------------------------------------------- | --------------- | -------- | -------------- |
| Résidences principales (en %)                           | 85,9            | 83,1     | 82,1           |
| Résidences secondaires et logements occasionnels (en %) | 2,5             | 6,3      | 9,7            |
| Logements vacants (en %)                                | 11,6            | 10,6     | 8,2            |

### Voies de communication et transports
La commune  est traversée par la D 7, route de Brossac à Hiersac qui dessert le bourg, qui va au sud à Blanzac et au nord à Claix, Roullet-Saint-Estèphe et la N 10 (Angoulême - Bordeaux) par un échangeur (à 8 km du bourg). Un réseau de routes secondaires la relie aux communes voisines.

### Risques naturels et technologiques
Le territoire de la commune de Champagne-Vigny est vulnérable à différents aléas naturels : météorologiques (tempête, orage, neige, grand froid, canicule ou sécheresse), inondations et séisme (sismicité faible). Un site publié par le BRGM permet d'évaluer simplement et rapidement les risques d'un bien localisé soit par son adresse soit par le numéro de sa parcelle.
Certaines parties du territoire communal sont susceptibles d’être affectées par le risque d’inondation par ruissellement et coulée de boue, notamment l'Écly. La commune a été reconnue en état de catastrophe naturelle au titre des dommages causés par les inondations et coulées de boue survenues en 1982, 1983, 1999 et 2018,.

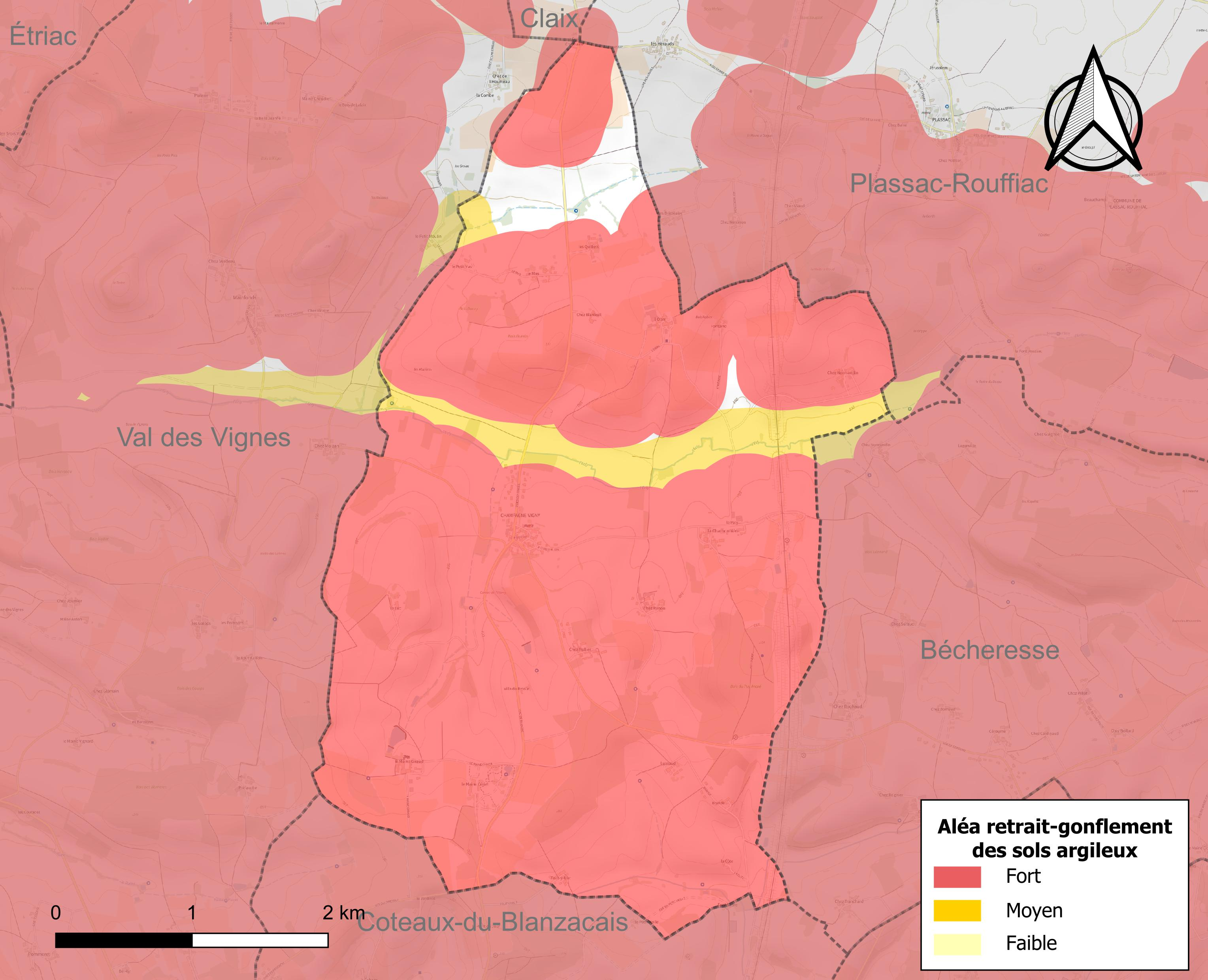
Carte des zones d'aléa retrait-gonflement des sols argileux de Champagne-Vigny.

Le retrait-gonflement des sols argileux est susceptible d'engendrer des dommages importants aux bâtiments en cas d’alternance de périodes de sécheresse et de pluie. 96 % de la superficie communale est en aléa moyen ou fort (67,4 % au niveau départemental et 48,5 % au niveau national). Sur les 118 bâtiments dénombrés sur la commune en 2019,  118 sont en aléa moyen ou fort, soit 100 %, à comparer aux 81 % au niveau départemental et 54 % au niveau national. Une cartographie de l'exposition du territoire national au retrait gonflement des sols argileux est disponible sur le site du BRGM,.
Par ailleurs, afin de mieux appréhender le risque d’affaissement de terrain, l'inventaire national des cavités souterraines permet de localiser celles situées sur la commune.
Concernant les mouvements de terrains, la commune a été reconnue en état de catastrophe naturelle au titre des dommages causés par des mouvements de terrain en 1999.

## Toponymie
Une forme ancienne est Campanha en 1298, Campania en 1319.
L'origine du nom de Champagne vient du latin campania (dérivé de campus, champ) désignant un pays plat et découvert ou une plaine fertile,.
Créée Champagne en 1793, la commune est devenue Champagne-de-Blanzac en 1956 puis Champagne-Vigny en 1983, en l'honneur d'Alfred de Vigny, le célèbre poète, ancien propriétaire du Maine-Giraud,.

## Histoire

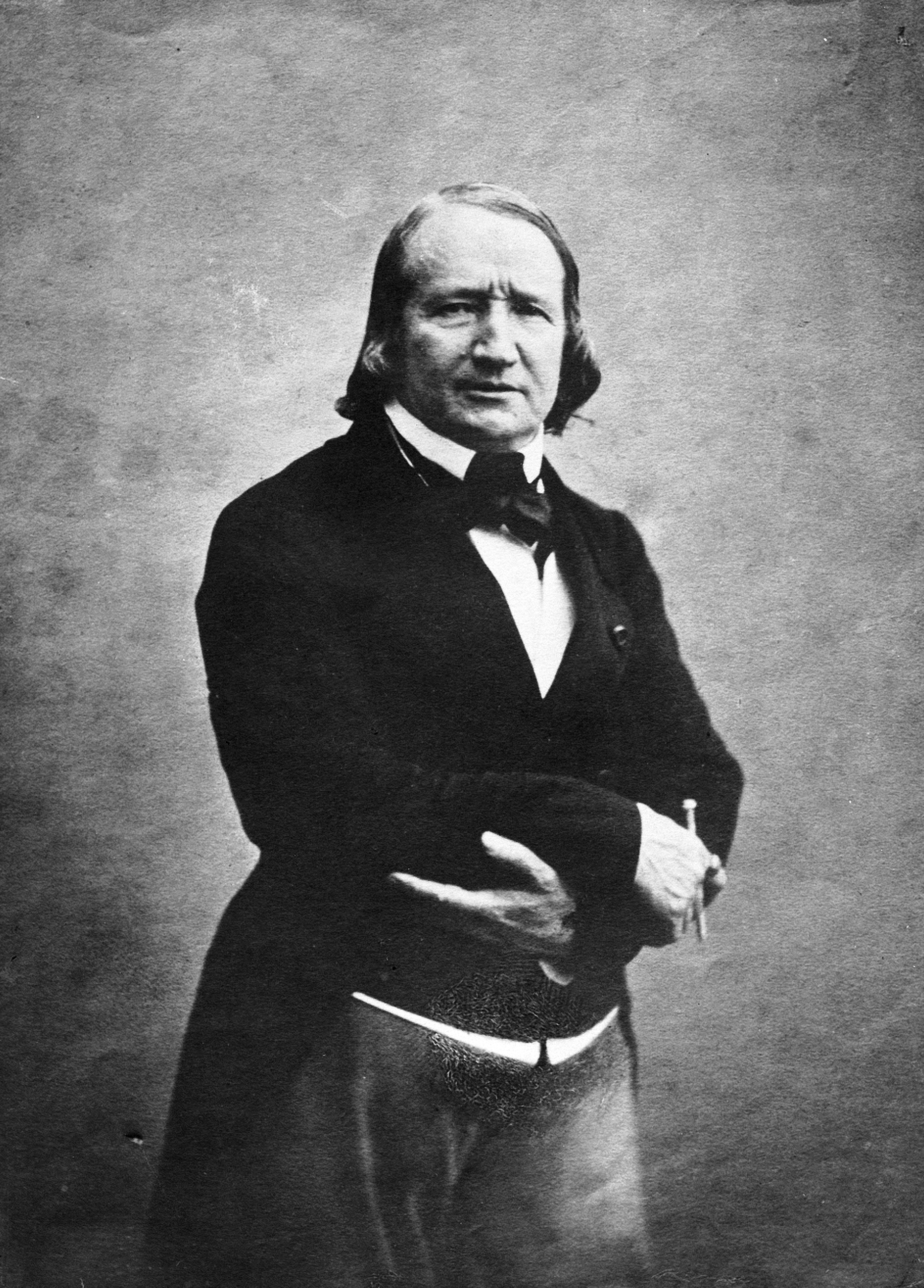
Alfred de Vigny.

Les registres de l'état civil remontent à 1606.
L'ancien fief du Maine-Giraud appartenait à la baronnie de Blanzac, en Angoumois. Cette propriété a appartenu au XIXe siècle à Alfred de Vigny, qui y résidait souvent.
Le logis de Lussaud dont il subsiste quelques tours était aussi un fief dépendant de la baronnie de Blanzac.
Pendant la première moitié du XXe siècle, la commune était desservie par la petite ligne ferroviaire d'intérêt local à voie métrique des Chemins de fer économiques des Charentes allant d'Angoulême à Blanzac, et un arrêt était situé à 800 mètres du bourg.

## Administration

### Rattachements administratifs et électoraux

#### Rattachements administratifs
La commune se trouve dans l'arrondissement d'Angoulême du département de la Charente.
Elle faisait partie depuis 1793 du canton de Blanzac-Porcheresse. Dans le cadre du redécoupage cantonal de 2014 en France, cette circonscription administrative territoriale a disparu, et le canton n'est plus qu'une circonscription électorale.

#### Rattachements électoraux
Pour les élections départementales, la commune fait partie depuis 2014 du canton de la Charente-Sud
Pour l'élection des députés, elle fait partie de la deuxième circonscription de la Charente.

### Intercommunalité
Champagne-Vigny était membre de la petite  communauté de communes du Blanzacais, un établissement public de coopération intercommunale (EPCI) à fiscalité propre créé fin 1993 et auquel la commune avait transféré un certain nombre de ses compétences, dans les conditions déterminées par le code général des collectivités territoriales.
Conformément aux prescriptions de la loi de réforme des collectivités territoriales du 16 décembre 2010, qui a prévu le renforcement et la simplification des intercommunalités et la constitution de structures intercommunales de grande taille, cette intercommunalité a fusionné avec sa voisine pour former, le 1er janvier 2012, la communauté de communes des 4B Sud-Charente, dont est désormais membre la commune.

### Liste des maires
| Période                                  | Période                       | Identité       | Étiquette | Qualité                               |
| ---------------------------------------- | ----------------------------- | -------------- | --------- | ------------------------------------- |
| Les données manquantes sont à compléter. |                               |                |           |                                       |
|                                          |                               |                |           |                                       |
| juin 1995                                | juillet 2023                  | Gérard Saumon  | SE        | Instituteur retraité Mort en fonction |
| octobre 2023                             | En cours (au 26 janvier 2024) | Patrice Chappa |           | Employé de commerce                   |

### Jumelages
- Mathry (Pays de Galles) depuis 1988 dans le Pembrokeshire
- Central City (États-Unis) depuis 1992 dans l'État du Colorado

## Équipements et services publics

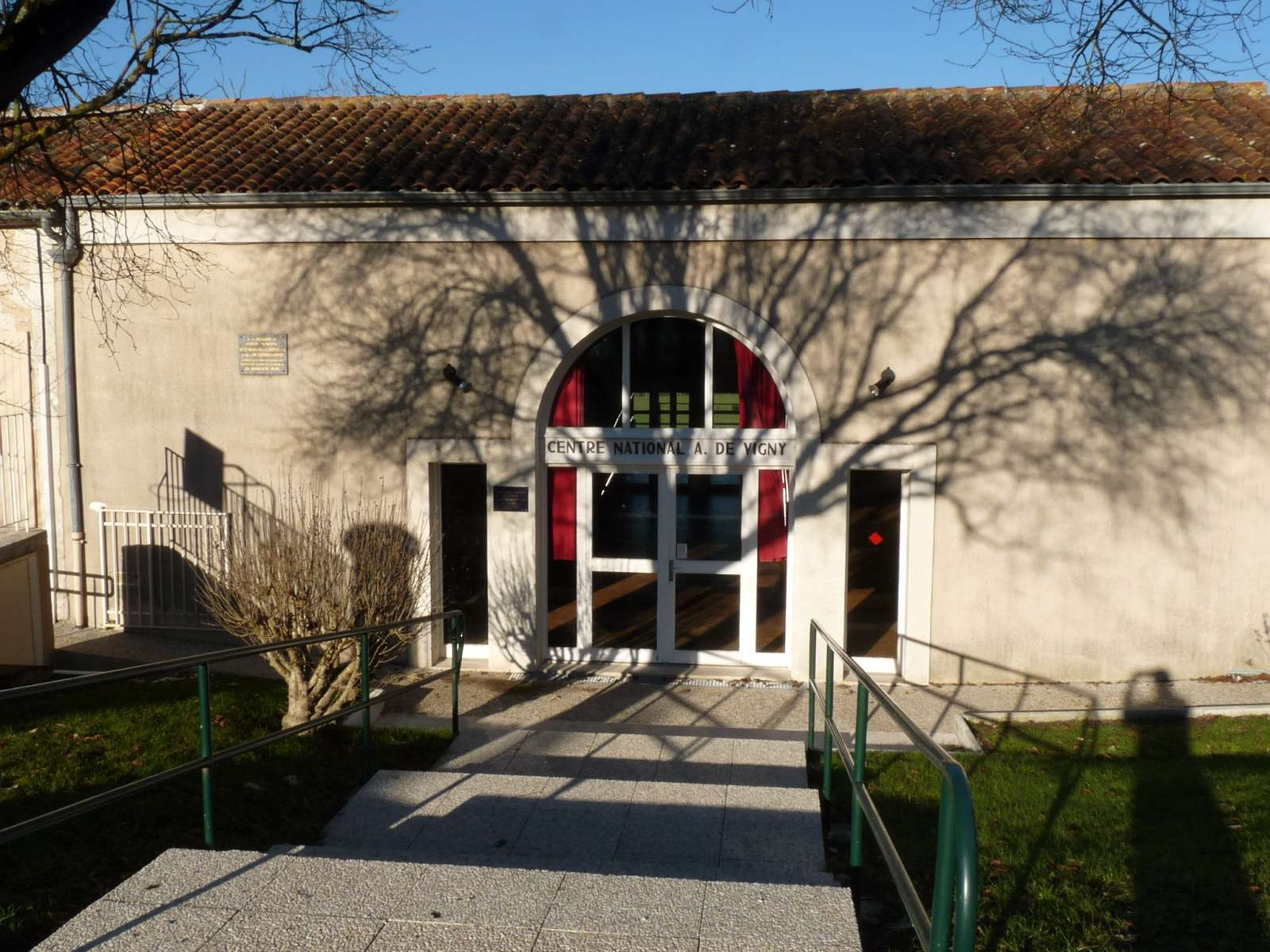
Centre national Alfred-de-Vigny.

### Enseignement
L'école est un RPI entre Bécheresse et Champagne-Vigny, qui se partagent les deux écoles élémentaires,.

### Équipements culturels
Le Centre national Alfred-de-Vigny, situé à côté de la mairie, est une salle polyvalente à caractère culturel (scènes théâtrales, animations).
Le musée Alfred-de-Vigny, lui, est situé au logis du Maine-Giraud.

## Démographie

### Évolution démographique
L'évolution du nombre d'habitants est connue à travers les recensements de la population effectués dans la commune depuis 1793. Pour les communes de moins de 10 000 habitants, une enquête de recensement portant sur toute la population est réalisée tous les cinq ans, les populations de référence des années intermédiaires étant quant à elles estimées par interpolation ou extrapolation. Pour la commune, le premier recensement exhaustif entrant dans le cadre du nouveau dispositif a été réalisé en 2006.

En 2022, la commune comptait 235 habitants, en évolution de −5,24 % par rapport à 2016 (Charente : −0,48 %, France hors Mayotte : +2,11 %).
| 1793 | 1800 | 1806 | 1821 | 1831 | 1841 | 1846 | 1851 | 1856 |
| ---- | ---- | ---- | ---- | ---- | ---- | ---- | ---- | ---- |
| 312  | 315  | 306  | 357  | 317  | 336  | 333  | 339  | 313  |

| 1861 | 1866 | 1872 | 1876 | 1881 | 1886 | 1891 | 1896 | 1901 |
| ---- | ---- | ---- | ---- | ---- | ---- | ---- | ---- | ---- |
| 360  | 332  | 326  | 314  | 291  | 262  | 261  | 246  | 233  |

| 1906 | 1911 | 1921 | 1926 | 1931 | 1936 | 1946 | 1954 | 1962 |
| ---- | ---- | ---- | ---- | ---- | ---- | ---- | ---- | ---- |
| 261  | 261  | 249  | 235  | 229  | 198  | 204  | 202  | 195  |

| 1968 | 1975 | 1982 | 1990 | 1999 | 2006 | 2011 | 2016 | 2021 |
| ---- | ---- | ---- | ---- | ---- | ---- | ---- | ---- | ---- |
| 197  | 179  | 199  | 193  | 184  | 197  | 245  | 248  | 238  |

| 2022 | - | - | - | - | - | - | - | - |
| ---- | - | - | - | - | - | - | - | - |
| 235  | - | - | - | - | - | - | - | - |

### Pyramide des âges
La population de la commune est relativement jeune.
En 2018, le taux de personnes d'un âge inférieur à 30 ans s'élève à 31,9 %, soit au-dessus de la moyenne départementale (30,2 %). À l'inverse, le taux de personnes d'âge supérieur à 60 ans est de 23,8 % la même année, alors qu'il est de 32,3 % au niveau départemental.
En 2018, la commune comptait 122 hommes pour 121 femmes, soit un taux de 50,21 % d'hommes, légèrement supérieur au taux départemental (48,41 %).
Les pyramides des âges de la commune et du département s'établissent comme suit.
| Hommes | Classe d’âge | Femmes |
| ------ | ------------ | ------ |
| 1,6    | 90 ou +      | 0,0    |
| 6,4    | 75-89 ans    | 8,9    |
| 15,2   | 60-74 ans    | 15,4   |
| 18,4   | 45-59 ans    | 17,9   |
| 25,6   | 30-44 ans    | 26,8   |
| 9,6    | 15-29 ans    | 6,5    |
| 23,2   | 0-14 ans     | 24,4   |

| Hommes | Classe d’âge | Femmes |
| ------ | ------------ | ------ |
| 1      | 90 ou +      | 2,7    |
| 9,2    | 75-89 ans    | 12     |
| 20,6   | 60-74 ans    | 21,3   |
| 20,7   | 45-59 ans    | 20,3   |
| 16,8   | 30-44 ans    | 16     |
| 15,6   | 15-29 ans    | 13,4   |
| 16,1   | 0-14 ans     | 14,3   |

## Économie

### Agriculture
Sur le territoire de la commune, classée dans la zone d'appellation d'origine contrôlée du cognac des Fins bois, s'étendent aujourd'hui 90 ha de bois et 700 ha de terres cultivées.
Économiquement, la viticulture domine et ses huit domaines de production façonnent le paysage. Trois exploitants commercialisent eux-mêmes leurs produits et pratiquent la vente à la propriété (cognac, pineau des Charentes et vin de pays).

### Commerces et artisans
La commune compte aussi, en 2011, une société d'équipement agricole qui emploie 15 personnes, un ferronnier, un boucher-charcutier-traiteur, une entreprise de destruction des nuisibles, une boutique de produits de luxe-galerie d'art et un spécialiste de la photo aérienne.

## Culture locale et patrimoine

### Lieux et monuments
L'église paroissiale Saint-Christophe est romane et date du début du XIIe siècle. Elle a été remaniée au XVe siècle puis à la fin du XIXe siècle. Elle est classée monument historique depuis 1990. La cloche a été donnée en 1850 par Alfred de Vigny qui en est le parrain. Elle s'est fendue en 1935 et a été refondue par les établissements Bolée à Orléans.

Église Saint-Christophe
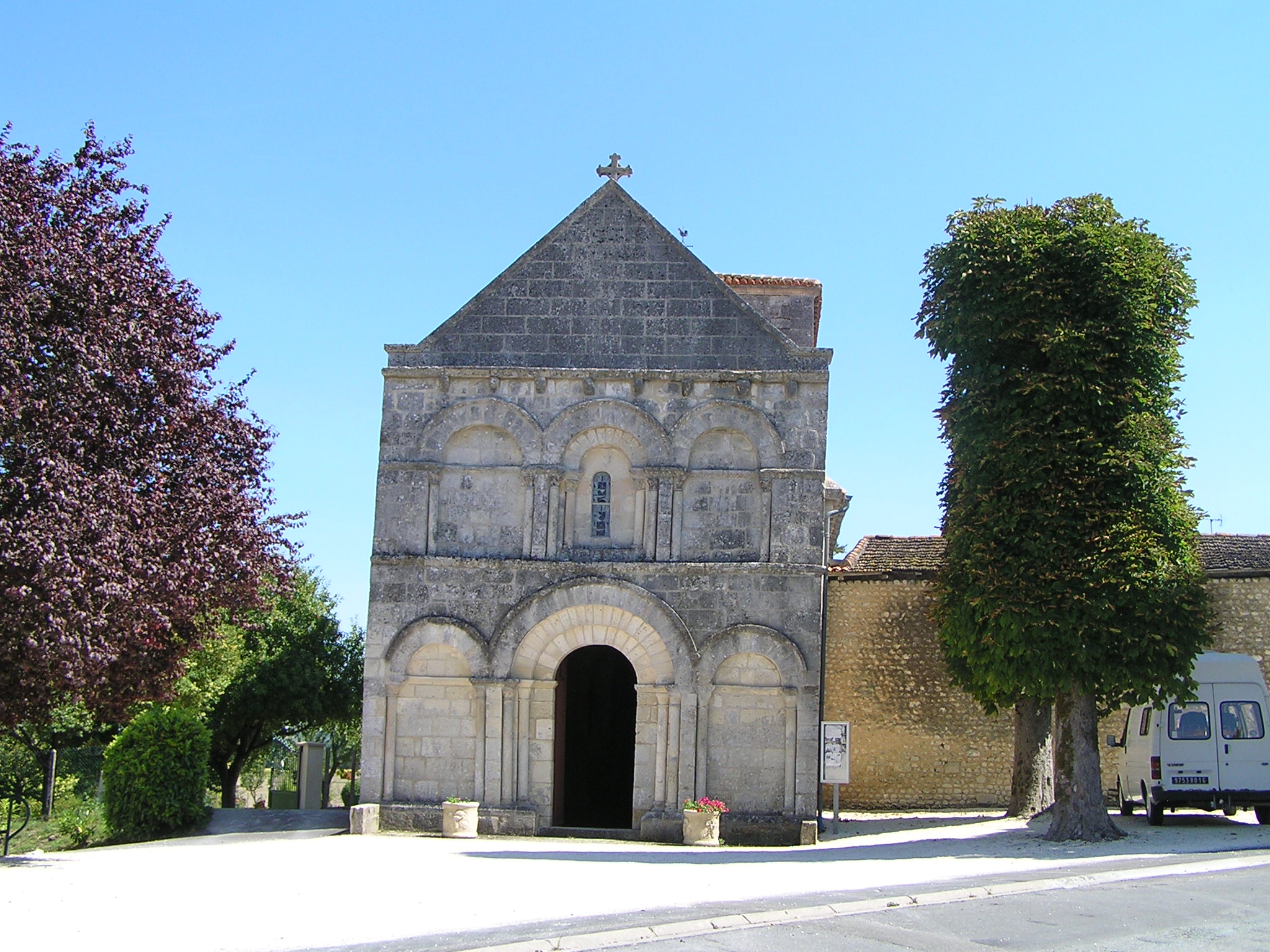
La façade.
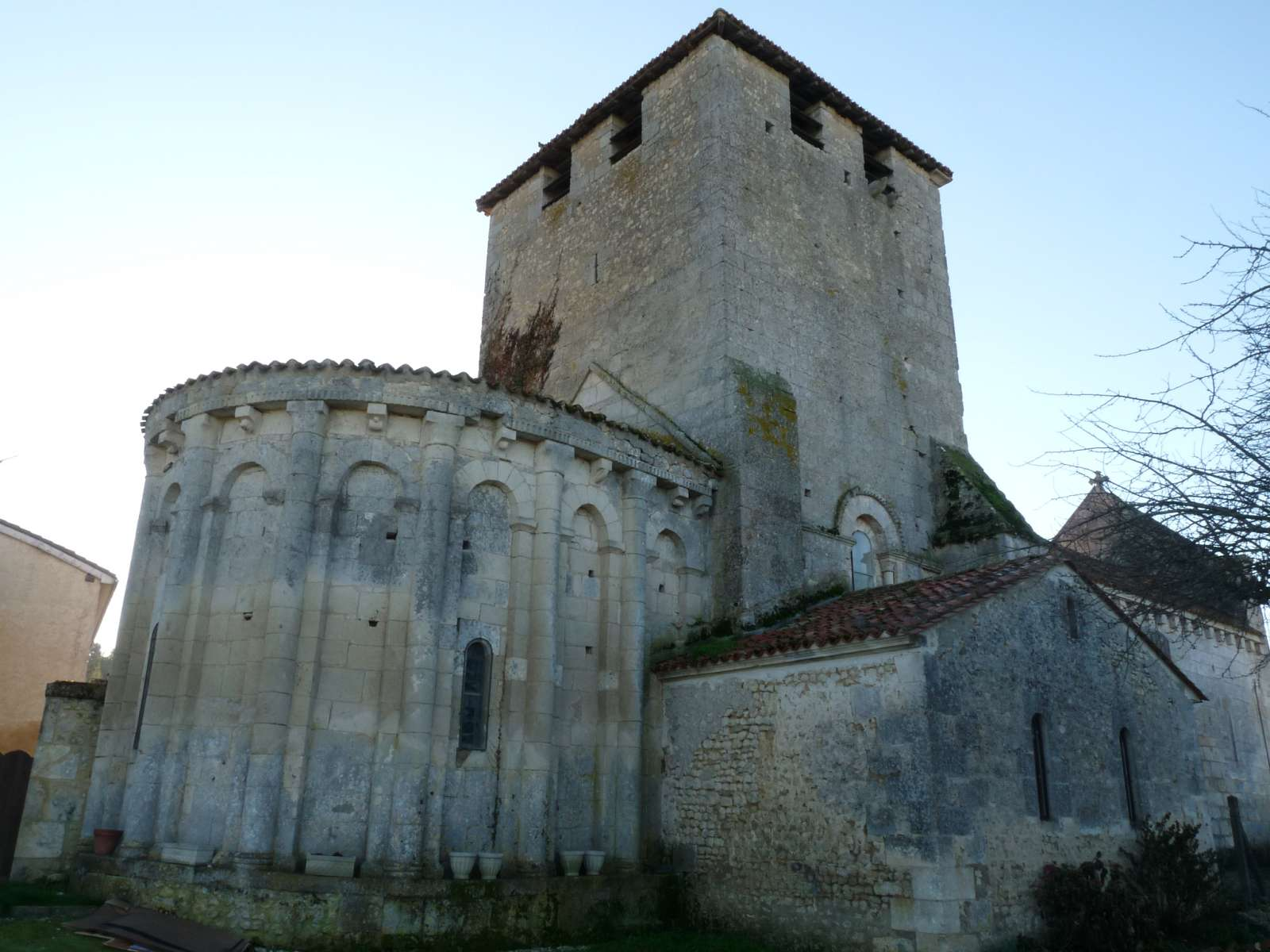
Le chevet et le clocher.
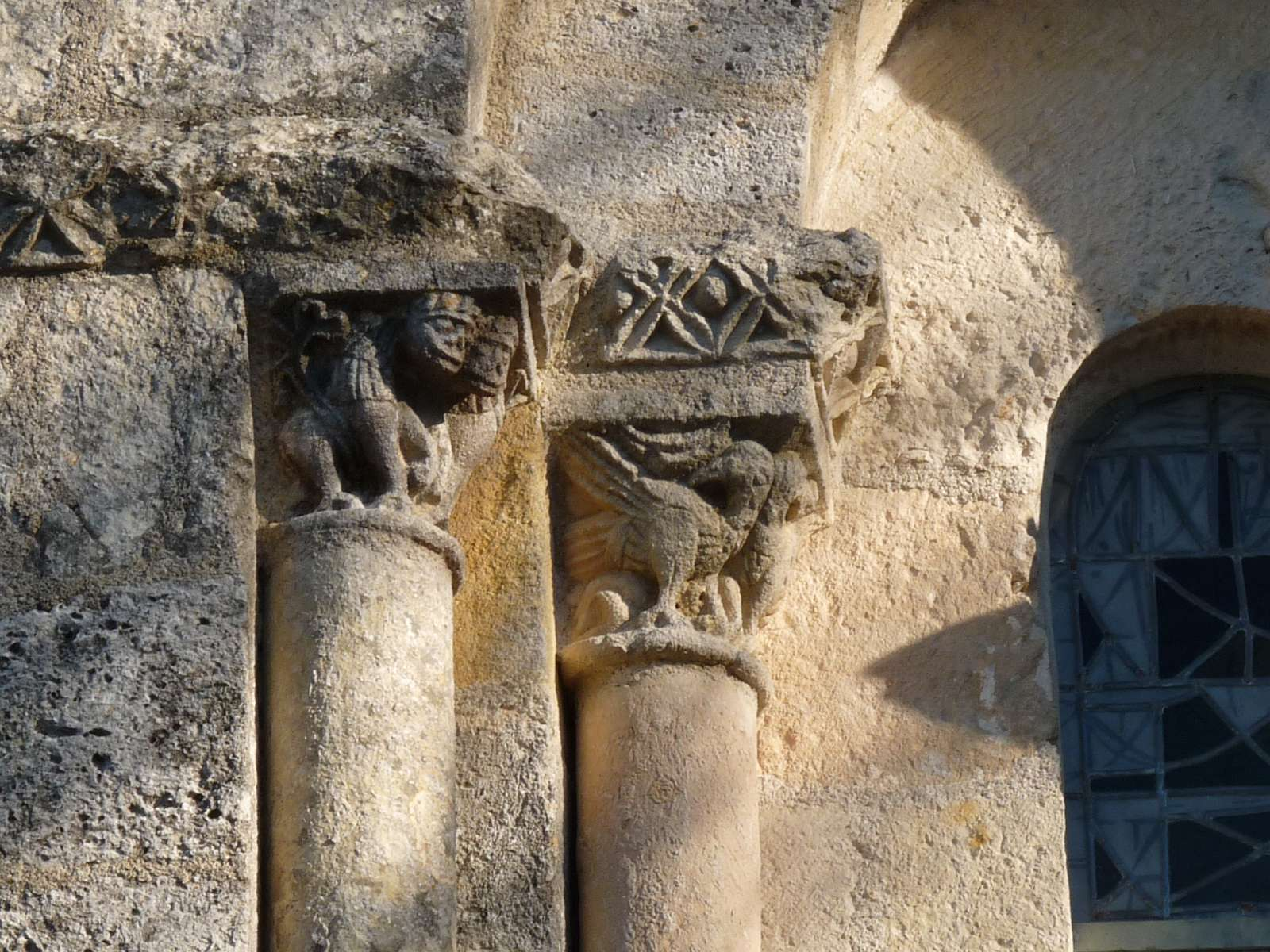
Détails du chevet.
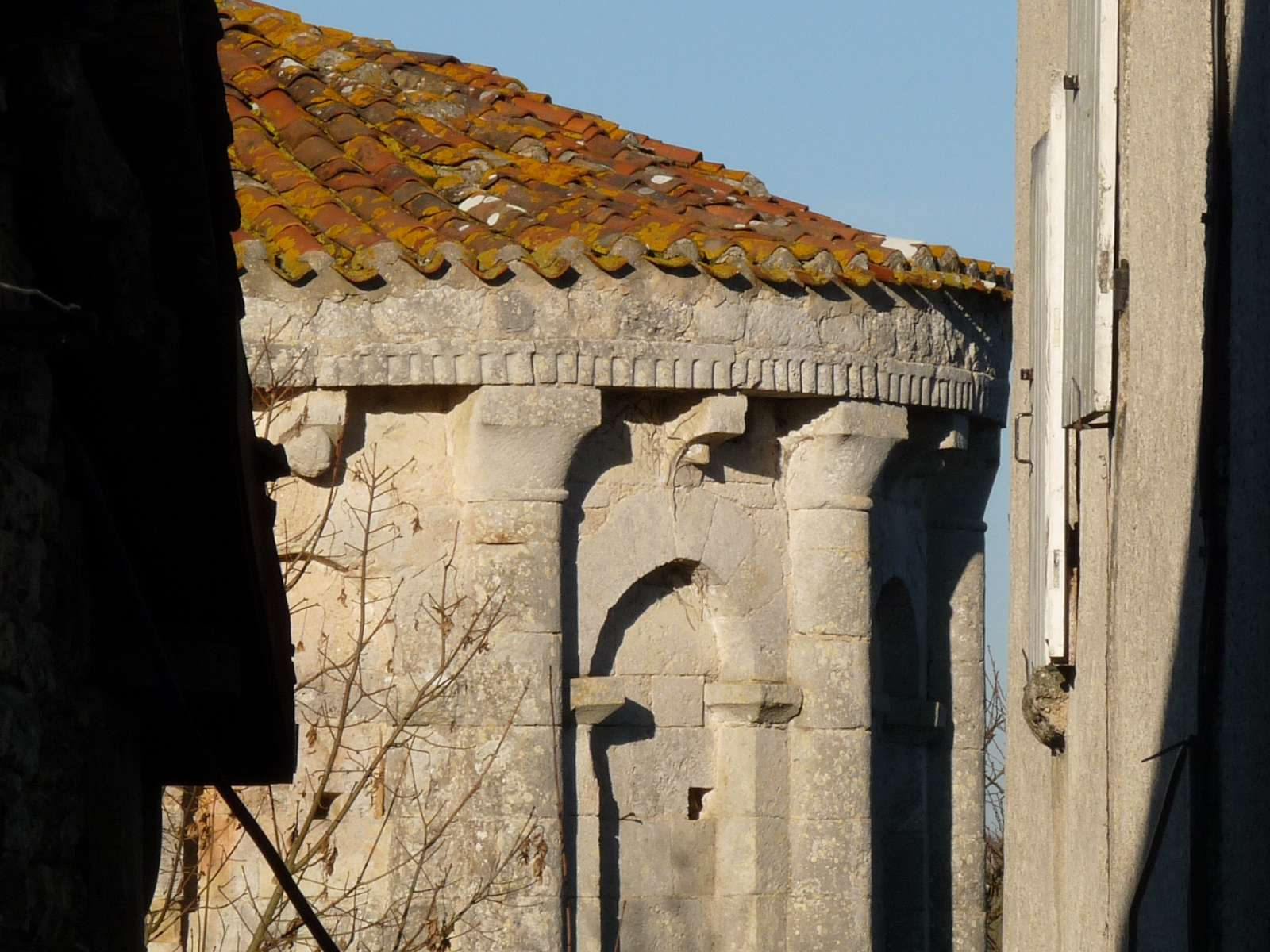

Le logis du Maine-Giraud date du XVIe siècle. Il a été le domaine d'Alfred de Vigny de 1827 à 1863, après avoir appartenu au poète Jean-Baptiste Vivien de Châteaubrun. Il est inscrit aux monuments historiques depuis 1967. Il abrite le musée Alfred-de-Vigny.
À classer également dans le patrimoine communal, un carnet ayant appartenu à Alfred de Vigny et sept lettres de sa main. L'ensemble de ces documents est conservé dans les archives de la mairie. Le carnet a été analysé par un article de Jacques André Catala et René Pomeau en 1964, les lettres ont fait l'objet d'une communication de J. A. Catala en 1963.
Le logis de Lussaud date des XVIIe et XVIIIe siècles. Ce fief dépendait de la baronnie de Blanzac, et a appartenu en 1748 à M. de Gervais, lieutenant criminel. Il est flanqué de deux grosses tours rondes, dont l'une plus ancienne à l'angle gauche. Il a été renové entre 2020 et 2024 par son actuel propriétaire.

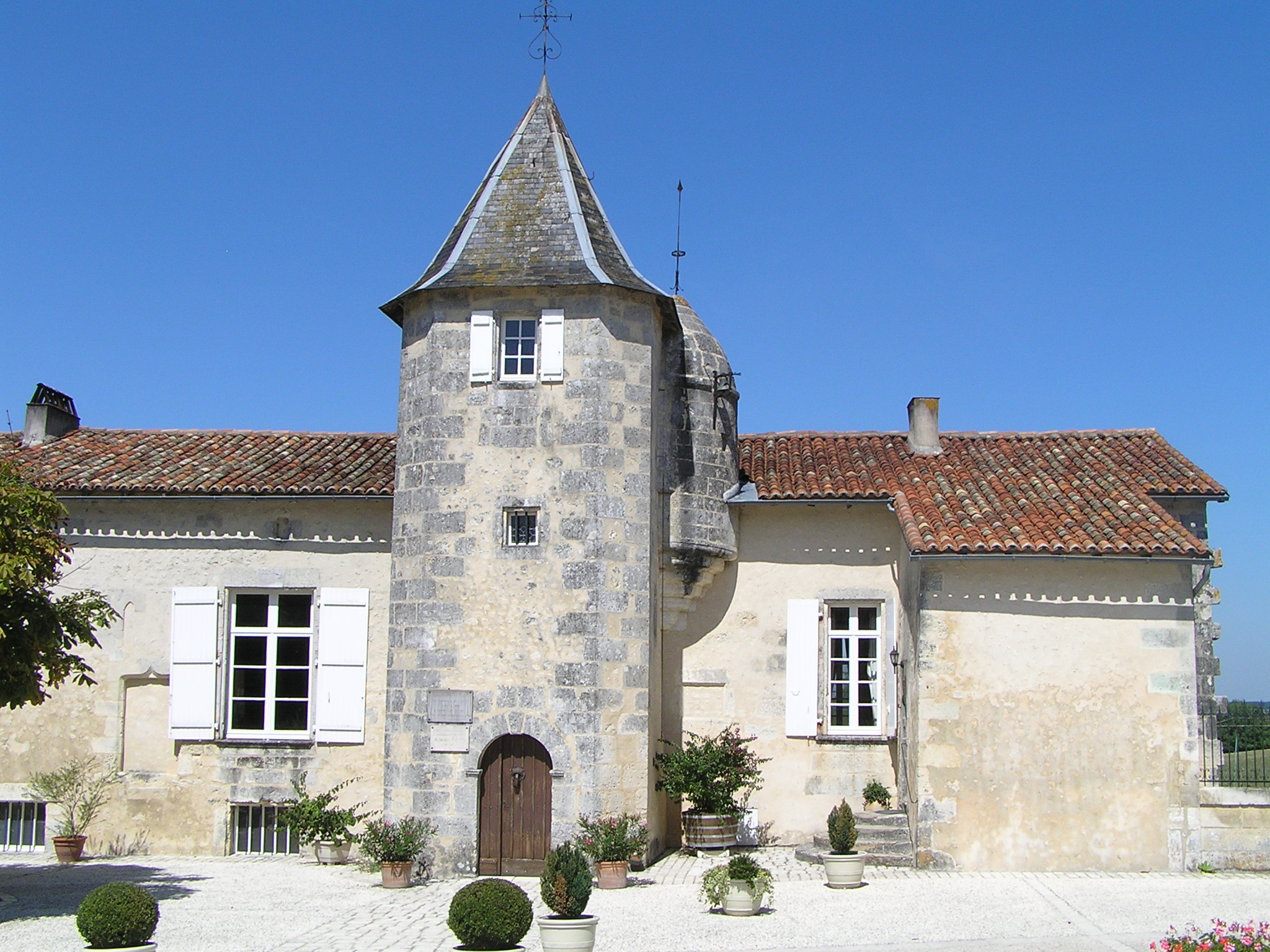
Le Maine-Giraud.
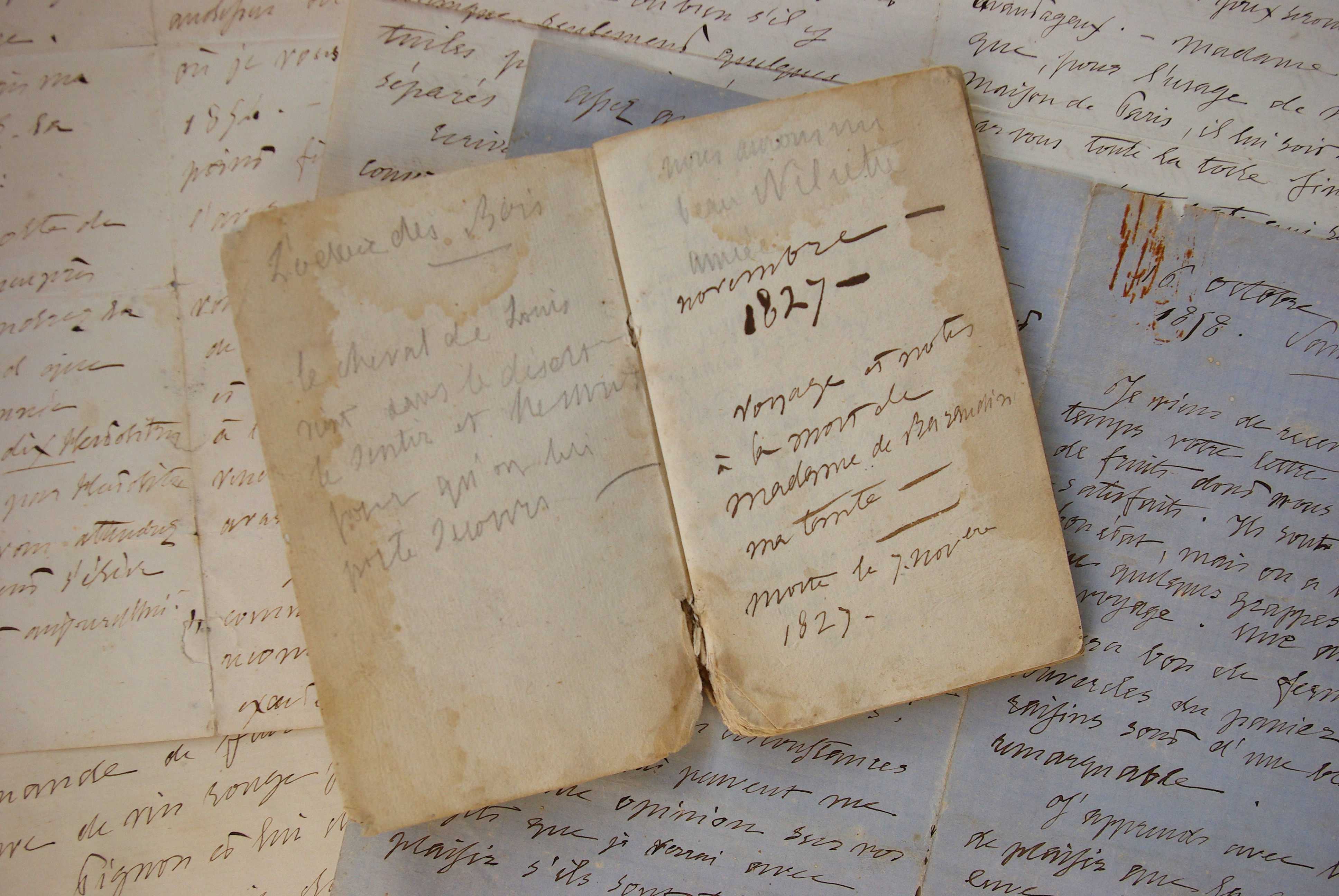
Carnet et lettres de Vigny.

### Personnalités liées à la commune

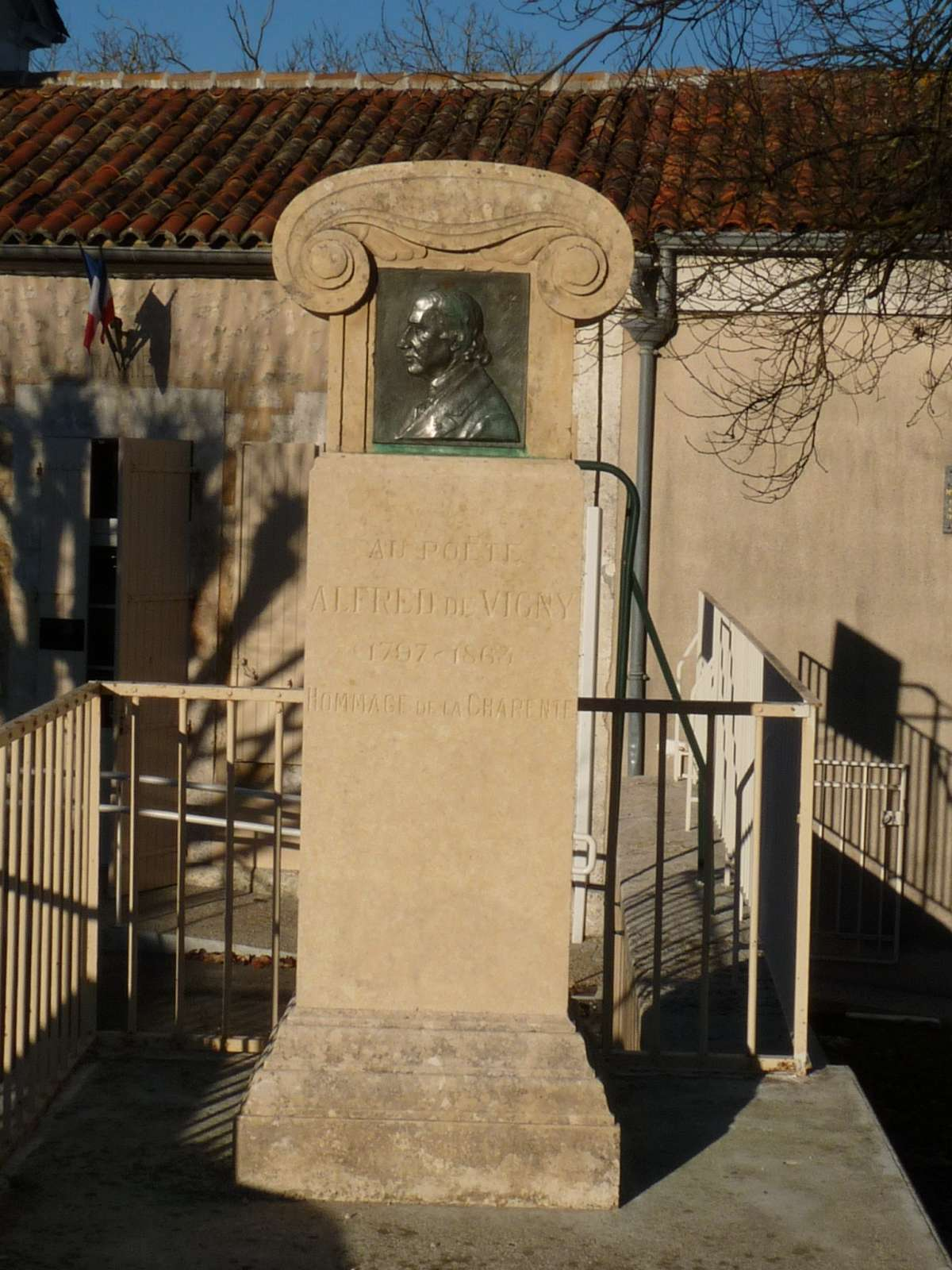
Mémorial d'Alfred de Vigny devant la mairie.

- Alfred de Vigny (1797-1863),  écrivain, romancier, dramaturge et poète français, résidé dans la commune, qui lui prendra son nom en 1983.